# Lijst van culturen van het neolithicum in Zuidoost-Europa
Dit is een lijst van culturen van het neolithicum in Zuidoost-Europa.
De neolithische revolutie heeft zich hier later voltrokken dan in het Nabije Oosten en was hier waarschijnlijk een afgeleide van.
Het neolithicum heeft zich, mogelijk in verband met de overstroming van grote gebieden rond de Zwarte Zee, in eerste instantie tot in de Balkan en het Middellandse Zeegebied verspreid door migratie en dan verder richting Noordwest-Europa en Oost-Europa grotendeels door imitatie.
- Sesklocultuur, ca. 7450-6250 v.Chr. De eerste neolithische nederzettingen van Europa: in Thessalië en Grieks Macedonië. Deze mensen leefden permanent in rechthoekige huizen. Ze bedreven landbouw en enige veeteelt. Ze konden potten bakken, maar deze waren nog niet met een pottenbakkerswiel gemaakt maar met de hand. Vanaf hier verspreidde het neolithicum zich over heel Europa.
- Starčevo-Köröscultuur, ca. 6200-5600 v.Chr. is een complex van vroeg-neolithische culturen in Oost-Europa en de Balkan. Waarschijnlijk is ze beïnvloed door de Sesclocultuur. De Starčevo-Köröscultuur legde de basis voor de latere Bandkeramische cultuur en voor de Vinčacultuur in Servië. Deze mensen woonden al in nederzettingen en bedreven landbouw, maar waren ook nog jager-verzamelaars.
- Hamangiacultuur, 6000-5000 v.Chr. midden neolithicum. Roemenië en Bulgarije. Nederzettingen met rechthoekige huizen
- Vinčacultuur, ca. 6000-2500 v.Chr. in Servië en delen van Roemenië en Bulgarije. Zij deden aan akkerbouw en nog enig jagen en verzamelen. Mogelijk verering Moedergodin.
- Lengyelcultuur, 5000-3400 v.Chr. in delen van Slowakije, Hongarije, Polen, Oostenrijk, Slovenië en Kroatië. Volgde hier de Bandkeramische cultuur op. In het noorden overlap met de Trechterbekercultuur. Landbouw, veeteelt, langhuizen.
- Cucutenicultuur, 4500-3000 v.Chr. in Roemenië, Moldavië, delen van Oekraïne. Nederzettingen, landbouw, veeteelt. Keramiek verwant aan die van de Bandkeramische cultuur.